# Robert C. Scott
Robert Cortez „Bobby” Scott (ur. 30 kwietnia 1947) – amerykański polityk, członek Partii Demokratycznej. Od 1993 roku jest przedstawicielem trzeciego okręgu wyborczego w stanie Wirginia w Izbie Reprezentantów Stanów Zjednoczonych.